# Scuderia Milano
La Scuderia Milano è stata un'azienda operante nel campo delle competizioni automobilistiche, fondata dai fratelli Ruggeri (o Ruggieri), che corse con la Maserati negli anni successivi alla seconda guerra mondiale . Prese parte al campionato del 1950, del 1951 e del 1953; solo in occasione del 1950 la scuderia partecipò come costruttore, mentre il 1951 fu l'ultimo anno in cui partecipò un motore Milano, montato in questo caso su una Maserati 4CLT/50.

## Risultati in Formula 1
Segue un elenco dei risultati della Scuderia Milano in Formula 1.
| Anno | Vettura                   | Motore                                        | Gomme | Piloti  |  |  |  |   |  |     |     |  |  | Punti | Pos. |
| ---- | ------------------------- | --------------------------------------------- | ----- | ------- |  |  |  | - |  | --- | --- |  |  | ----- | ---- |
| 1950 | Milano 1 Maserati 4CLT/50 | Speluzzi 1.5 L4 Maserati 1.5 L4 Milano 1.5 L4 | P     | Bonetto |  |  |  | 5 |  | Rit | NP  |  |  | -     |      |
| 1950 | Milano 1 Maserati 4CLT/50 | Speluzzi 1.5 L4 Maserati 1.5 L4 Milano 1.5 L4 | P     | Comotti |  |  |  |   |  |     | Rit |  |  | -     |      |

| Anno | Vettura                           | Motore                        | Gomme | Piloti  |  |  |  |     |  |  |  |    |  | Punti | Pos. |
| ---- | --------------------------------- | ----------------------------- | ----- | ------- |  |  |  | --- |  |  |  | -- |  | ----- | ---- |
| 1951 | Maserati 4CLT/50 Maserati 4CLT/48 | Maserati 1.5 L4 Milano 1.5 L4 | P     | Marimón |  |  |  | Rit |  |  |  |    |  | -     |      |
| 1951 | Maserati 4CLT/50 Maserati 4CLT/48 | Maserati 1.5 L4 Milano 1.5 L4 | P     | Godia   |  |  |  |     |  |  |  | 10 |  | -     |      |
| 1951 | Maserati 4CLT/50 Maserati 4CLT/48 | Maserati 1.5 L4 Milano 1.5 L4 | P     | Jover   |  |  |  |     |  |  |  | NP |  | -     |      |

| Anno | Vettura        | Motore          | Gomme | Piloti      |  |  |  |  |  |  |  |  |     | Punti | Pos. |
| ---- | -------------- | --------------- | ----- | ----------- |  |  |  |  |  |  |  |  | --- | ----- | ---- |
| 1953 | Maserati A6GCM | Maserati 2.0 L4 | P     | Landi       |  |  |  |  |  |  |  |  | Rit | -     |      |
| 1953 | Maserati A6GCM | Maserati 2.0 L4 | P     | Prince Bira |  |  |  |  |  |  |  |  | 11  | -     |      |

| Legenda | 1º posto     | 2º posto | 3º posto    | A punti         | Senza punti/Non class.  | Grassetto – Pole position Corsivo – Giro più veloce |
| Legenda | Squalificato | Ritirato | Non partito | Non qualificato | Solo prove/Terzo pilota | Grassetto – Pole position Corsivo – Giro più veloce |